# Phare de Hallands Väderö
Le phare de Hallands Väderö (en suédois : Hallands Väderö fyr) est un  phare situé sur l'île de Hallands Väderö, appartenant à la commune de Båstad, dans le comté de Scanie (Suède).
Le phare de Hallands Väderö est inscrit au répertoire des sites et monuments historiques par la Direction nationale du patrimoine de Suède .

## Histoire
Le premier phare a été construit en 1884 sur la pointe sud-ouest de l'île de Hallands Väderö au large de Torekov en mer de Cattégat. Il fonctionnait avec une lampe au kérozène. Le phare actuel a été mis en service en 1909.Il a été électrifié en 1950 et totalement automatisé en 1965. Durant l'été 2010, le câble sous-marin d'alimentation électrique a été coupé et la source d'énergie a été remplacée par des panneaux solaires et des batteries. La lumière d'origine a été changée en une lumière LED et la caractéristique modifiée pour préserver la puissance. La tour est connectée à une petite cabine de gardiens de lumière. Il est contrôlé à distance par l'Administration maritime suédoise.
Depuis 1958, l'île est devenue une réserve naturelle. Elle est reliée par le ferry de Torekov.

## Description
Le phare est une tour cylindrique en fonte de 13 mètres de haut, avec galerie et une lanterne, attachée à une maison de gardien par un passage couvert. Le phare est peint en blanc et le dôme de la lanterne est vert métallique. Son feu isophase émet, à une hauteur focale de 21 mètres, un éclat blanc toutes les 8 secondes. Sa portée nominale est de 12 milles nautiques (environ 22 km).
Identifiant : ARLHS : SWE-170 ; SV-7173 - Amirauté : C2242 - NGA : 1452 .

## Caractéristique dufeu maritime
Fréquence : 8 secondes (W)
- Lumière : 4 secondes
- Obscurité : 4 secondes

|          |
| Le phare |

|                          |
| L'île de Hallands Väderö |

### Lien connexe
- Liste des phares de Suède